# Яо Хун
Яо Хун (кит. 姚泓, пиньинь Yaó Hóng, 388—417), взрослое имя Юаньцзы (кит. 元子, пиньинь Yuánzǐ) — последний император государства Поздняя Цинь.

## Биография
Яо Хун родился в 388 году — через два года после того, как его дед Яо Чан захватил Чанъань, сделав его столицей своего государства, и назначил его отца Яо Сина наследником престола. Первое упоминание о Яо Хуна в документах относится к 402 году, когда Яо Син, ставший императором в 394 году, сделал его наследником престола. В том же году, когда Яо Син отправился на войну против государства Северная Вэй, Яо Хун был оставлен в качестве правителя столицы. В 407 году Яо Син передал ему часть властных полномочий в империи, а в 409 году, отправившись на войну против восставшего генерала Лю Бобо, основавшего независимое государство Ся, вновь оставил во главе столицы.
В 411 году Яо Би — брат Яо Хуна — устроил заговор с целью смещения Яо Хуна с позиции наследника престола. В последующие годы Яо Би при каждом удобном случае принижал Яо Хуна, а в 414 году ложно обвинил Яо Вэньцзуна (приближённого Яо Хуна) в преступлениях, в результате чего Яо Син приказал Яо Вэньцзуну совершить самоубийство. Когда Яо Син в том же году заболел, то Яо Би запланировал переворот, подговорив братьев Яо И, Яо Хуана и Яо Чэня мобилизовать подвластные им войска. Однако Яо Син пошёл на поправку и лишил Яо Би его постов, после чего Яо И, Яо Хуан и Яо Чэнь распустили войска.
В 412 году Яо Би ложно обвинил в преступлениях другого брата — Яо Сюаня, в результате чего его отправили в тюрьму. Войска Яо Сюаня были переданы Яо Сином Яо Би, который возобновил свой заговор. Яо Син обнаружил это, и казнил подчинённых Яо Би — Тан Шэна и Сунь Сюаня, но когда он хотел казнить и Яо Би — Яо Хун умолил отца сохранить жизнь брату.
В 416 году Яо Син отправился в летнюю резиденцию в Хуаине, оставив на Яо Хуна столичные дела, но серьёзно заболел, и вернулся в столицу. Яо Инь атаковал дворец, намереваясь возвести на трон Яо Би, но Яо Син лично появился перед атакующими войсками и объявил, что Яо Би приказано совершить самоубийство, после чего войска Яо Иня прекратили сражение.
На следующий день Яо Син скончался, и Яо Хун, казнив Яо Иня и других приближённых Яо Би (включая Люй Луна — бывшего правителя государства Поздняя Лян), взошёл на трон. В отличие от своего отца, использовавшего титул «небесный князь», Яо Хун объявил себя императором.
Родные и двоюродные братья, посчитав Яо Хуна лёгкой мишенью, начали поднимать восстания, пытаясь захватить трон. Воспользовавшись этим удачным моментом, цзиньский полководец Лю Юй осенью 416 года предпринял крупное наступление, и захватил восточную половину Поздней Цинь, включая важный город Лоян. В 417 году войска Лю Юя взяли Чанъань, и Яо Хун, не видя иного выхода, сдался. Он был отправлен в цзиньскую столицу Цзянькан, где его казнили вместе с большинством членов его семьи. Государство Поздняя Цинь прекратило своё существование.